# L'Auberge du Spessart
Série
Quand les fantômes s'amusent
(1960)
Pour plus de détails, voir Fiche technique et Distribution.
L'Auberge du Spessart est un film allemand de Kurt Hoffmann sorti en 1958, s'inspirant du conte de Wilhelm Hauff, Das Wirtshaus im Spessart, écrit en 1827.

## Synopsis
Franziska, comtesse von und zu Sandau, est avec son fiancé le baron Sperling, sa servante et un prêtre dans une calèche qui va à Wurtzbourg, lorsqu'une roue se casse dans un gros trou dans la forêt du Spessart. Il s'agit d'un piège d'une bande de voleurs. Ils suivent les ordres de deux individus louches et descendent à l'auberge toute proche.
Ils rencontrent les hommes de main Felix et Peter. Les voleurs prennent la comtesse en otage et demandent une rançon à son père. Mais elle échange sans hésiter ses vêtements avec Felix et parvient à s'échapper. Lorsqu'elle apprend que son père a envoyé les militaires plutôt que de payer une rançon, elle revient chez les voleurs après avoir revêtu les habits de leur chef. Mais ce dernier reconnaît le travestissement et tombe amoureux de Franziska.

## Fiche technique
- Titre : L'Auberge du Spessart (autres titres en Belgique : L'Auberge de Spessart, L'Auberge de la forêt noire)
- Titre original : Das Wirtshaus im Spessart
- Réalisation : Kurt Hoffmann, assisté de Wolfgang Kühnlenz
- Scénario : Heinz Pauck (de), Luiselotte Enderle (de)
- Musique : Franz Grothe, Günter Neumann (de)
- Direction artistique : Kurt Herlth, Robert Herlth
- Décors de plateau : Arno Richter
- Costumes : Arno Richter, Elisabeth Urbancic (de)
- Photographie : Richard Angst
- Son : Walter Rühland
- Montage : Claus von Boro (de)
- Production : Georg Witt (de)
- Sociétés de production : Bavaria Film, Georg Witt-Film
- Société de distribution : Constantin Film
- Pays d'origine :  Allemagne de l'Ouest
- Langue : allemand
- Format : Couleurs - 1,66:1 - Mono - 35 mm
- Genre : Comédie
- Durée : 99 minutes
- Dates de sortie :
  -  Allemagne de l'Ouest : 15 janvier 1958.
  -  Belgique : 4 juillet 1958.
  -  France : 31 juillet 1959.
  -  États-Unis : 17 février 1961.

## Distribution
- Liselotte Pulver : Franziska Comtesse von und zu Sandau
- Carlos Thompson : le chef des voleurs
- Günther Lüders : baron Sperling
- Rudolf Vogel : Buffon Parucchio
- Hans Clarin : Peter
- Helmuth Lohner : Felix
- Wolfgang Neuss : Knoll
- Wolfgang Müller (de): Funzel
- Hubert von Meyerinck : colonel von Teckel
- Kai Fischer : Bettina
- Ina Peters (de) : Barbara
- Paul Esser : caporal
- Ralf Wolter : un voleur
- Otto Storr (de) : le prêtre
- Vera Comployer : la patronne
- Veronika Fitz (de) : Luise, la servante
- Herbert Hübner: comte Sandau
- Anette Karman : Adele
- Ernst Braasch : Anton, le servant
- Heini Göbel (de) : Gottlieb, le cocher
- Karl Hanft (de) : le patron
- Lina Carstens : la cuisinière

## Autour du film

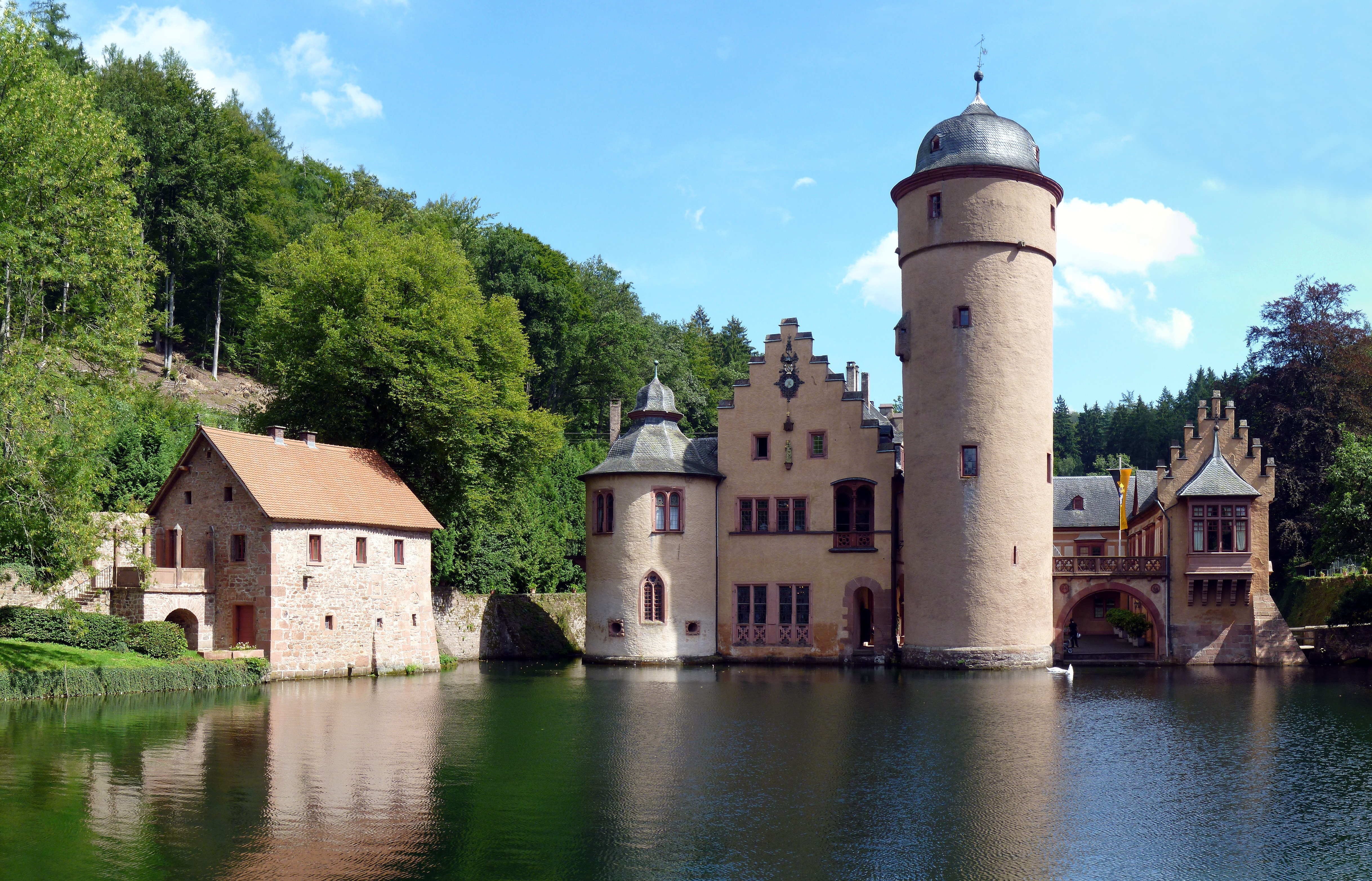
Le château de Mespelbrunn

- La scène d'ouverture a lieu sur le marché historique de Miltenberg. Le château des Sandau est le château de Mespelbrunn dans le Spessart.
- Par la suite, Kurt Hoffmann réalise en 1960 Das Spukschloß im Spessart dans le château d'Oelber (de), en Basse-Saxe, puis Herrliche Zeiten im Spessart en 1967.

## Distinctions
- Prix du Film allemand pour la meilleure actrice (1958) : Liselotte Pulver
- Festival de Cannes 1958 : sélection officielle en compétition[1].